# Air (Computerspiel)
Air ist ein Erogē-Ren’ai-Adventure von Visual Art’s/Key von 2000. Das Spiel wurde in einer jugendfreien Version später für PC sowie für die Dreamcast, PlayStation 2, für Mobiltelefone und für PlayStation Portable erneut veröffentlicht. Des Weiteren wurde es sowohl als 13-teilige Anime-Fernsehserie mit weiteren zwei Spezialfolgen als auch als -Kinofilm verfilmt. Weitere Umsetzungen erfolgten als Manga und Hörspielserie.

## Spiel

### Entwicklung
Die Entwicklung von Air wurde nach der Fertigstellung von Kanon angefangen. Der Executive Producer war Takahiro Baba von Visual Art’s. Die Planungen wurden von Jun Maeda geleitet, der neben Takashi Ishikawa einer der beiden leitenden Szenario-Schreiber war. Für das Charakter-Design war Itaru Hinoue verantwortlich. Die Musik wurde von Shinji Orito und Magome Togoshi komponiert.

### Spielmechanik
Das Spiel ist in drei Abschnitte eingeteilt: Dream, Summer und Air. Der Summer-Abschnitt wird nach Erreichen der drei guten Enden von Dream freigeschaltet und Air nach dem Abschluss von Summer.
In Dream trifft der Spieler als Yukito nacheinander die drei Mädchen Misuzu Kamio, Kano Kirishima und Minagi Tohno. Abhängig von den getroffenen Entscheidungen seitens des Spielers erfährt man die Geschichte eines der drei Mädchen. Der nächste Abschnitt, Summer, verläuft linear ohne Wahlmöglichkeiten. Der Erzähler ist Ryūya und die Ereignisse spielen 1000 Jahre in der Vergangenheit während der Heian-Zeit. Der letzte Abschnitt Air, das Finale des Spiels, handelt von Misuzu, während der Protagonist eine Krähe namens Sora ist. Die Ereignisse des ersten Abschnitts Dream werden aus dem Blickwinkel der Krähe wiederholt und die abgebrochene Handlung fortgeführt. Die beiden anderen Mädchen, Kano und Minagi, haben nur kurze Auftritte.
Das Spiel verlangt, wie üblich für japanische Adventures, wenig Interaktion vom Spieler ab, der sich hauptsächlich nur die Dialoge auf dem Bildschirm durchlesen muss. Nur gelegentlich muss er an Entscheidungspunkten aus einer Menge von Möglichkeiten wählen, um die weitere Handlung des Spiels zu beeinflussen. Wegen der langen Lade- und Speicherzeiten bei Konsolen, springt das Spiel bei den Konsolenportierungen bei einer Fehlentscheidung automatisch zurück um diese korrigieren zu können, außer wenn ein schlechtes Ende erreicht wurde.

### Veröffentlichungen
Air wurde am 8. September 2000 für den PC als limitierte Version auf 2 CDs zusammen mit dem Soundtrack Ornithopter für 8.800 Yen erstveröffentlicht. Am 19. Juli 2001 folgte die reguläre und am 27. Juli die jugendfreie Version.
Am 20. September folgte durch NEC Interchannel eine Konsolenportierung für die Sega Dreamcast und am 8. August 2002 für 7.140 Yen für die PlayStation 2. Im Gegensatz zur PC-Fassung wurden in der Dreamcast-Fassung alle Charaktere bis auf den Protagonist und in der PlayStation-2-Fassung alle Charaktere vertont. Wegen der guten Verkäufe der PlayStation-2-Fassung folgte am 1. September 2005 eine verbilligte Neuauflage namens Best Version für 2.980 Yen. Wie üblich wurden für die Konsolenportierungen die Sexszenen entfernt und dafür zusätzliche andere Szenen aufgenommen.
Am 8. April erfolgte eine Neuauflage als Air Standard Edition für den PC auf DVD für 3.990 Yen. Am 1. Mai 2007 folgte durch Prototype eine Portierung für Mobiltelefone und am 22. November 2007 für die PlayStation Portable. Eine Neuveröffentlichung der jugendfreien Fassung unter dem Titel Air Memorial Edition (AIR メモリアルエディション) erschien am 28. Mai 2010.

## Handlung

### Dream
Yukito Kunisaki (国崎 往人, Kunisaki Yukito) reist durch das Land und verdient sein Geld mit einer Puppe, die er nur mit der Kraft seiner Gedanken bewegt. Wie schon seine Mutter sucht er ein Mädchen, das seit Ewigkeiten im Himmel umherfliegt.
In einer neuen Stadt angekommen trifft er drei sehr eigene Mädchen: die tollpatschige, kindlich-unschuldige Misuzu Kamio (神尾 観鈴, Kamio Misuzu), die auf Unannehmlichkeiten mit einem traurigen, leisen gao (Dinosauriergebrüll) reagiert, die aufgedrehte Kano Kirishima (霧島 佳乃, Kirishima Kano), die glaubt später einmal zaubern zu können, sowie die ruhige Minagi Tōno (遠野 美凪, Tōno Minagi), die stets nur langsam und leise mit Verzögerung antwortet und sich mit Reiscoupons bedankt.
Kano erzählt ihm von ihrem Armband, das sie bis zu ihrer Volljährigkeit nicht abnehmen darf, um dann zaubern zu können. Nachts sehen Yukito und Misuzu wie Kano am Schrein in ein gleißendes Licht gehüllt wird und finden sich dann in einer Vision wieder, bis Kano zusammenbricht. Nachdem Yukito Kano bei deren großer Schwester Hijiri (霧島 聖, Kirishima Hijiri) abgeliefert hat, belauscht er, wie eine „andere“ Kano zu Hijiri meint, dass Kano ihr gehöre. Nachdem Kano ein paar Tage später verschwunden ist, finden sie sie in Trance redend wieder am Schrein, wo sie versucht Yukito zu erwürgen.
Hijiri erzählt, dass sich Kano so seltsam verhält, seit sie vor Jahren im Schrein eine gleißende Feder berührte. Kano versuchte damals sich auch die Pulsadern aufzuschneiden. Um eine Wiederholung zu verhindern, band Hijiri ihr das Armband um und erzählte ihr die Magiegeschichte. Kano hört dies unbemerkt mit und verschwindet, eine Notiz hinterlassend, dass sie ihrer toten Mutter in den Himmel nachfolgen wolle. Sie finden Kano bewusstlos am Schrein. Yukito legt die gleißende Feder auf Kanos Brust, worauf alle eine Vision aus einer fernen Vergangenheit, von einer Frau und ihrem Kleinkind mit einem Mal am Handgelenk (an derselben Stelle wie Kanos Schnittverletzung), sehen. In einer anschließenden Vision verabschiedet sich Kano von ihrer Mutter und die Feder löst sich auf.
Nach gemeinsam verbrachter Zeit mit Minagi und deren jüngerer Freundin Michiru (みちる) begleitet Yukito Minagi nach Hause. Dort angekommen wird diese jedoch von ihrer Mutter als Michiru begrüßt. Am nächsten Tag will er Minagi abholen, aber ihre Mutter meint keine Tochter zu haben. Von Hijiri erfährt er, dass Minagis Mutter die Fehlgeburt ihrer jüngsten Tochter Michiru damit kompensierte Minagi als Michiru wahrzunehmen. Gestern jedoch träumte sie von der Fehlgeburt und akzeptierte Michirus Nichtexistenz ohne jedoch Minagi wieder als Minagi wahrzunehmen.
Yukito führt schließlich Minagi und ihre Mutter zusammen. Michiru erzählt Yukito, dass sie ein, durch eine Feder des Mädchens im Himmel, verwirklichter Traum sei, aus der Sehnsucht und Trauer Minagis geboren. Beide verabschieden sich voneinander und Michiru löst sich als Feder auf.
Yukito, zieht bei Misuzu und ihrer Tante Haruko (神尾 晴子, Kamio Haruko) ein. Misuzu scheint dieser egal zu sein und da Misuzu Weinkrämpfe bekommt, wenn sie Freundschaft/Liebe verspürt, hat sie auch keine Freunde.
Yukitos Mutter freundete sich einst mit einem Mädchen an, dass sobald es einen geliebten Menschen traf, zuerst anfing von einem anderen Selbst im Himmel träumen. Mit jedem weiteren Traum verschlechterte sich ihr Zustand, sie vergaß diesen geliebten Menschen und mit dem letzten Traum stürben beide. Seit Yukito bei Misuzu ist, wiederholt sich dieses mit ihr. Als sie bettlägerig wird will er erst fortgehen, damit sie beide leben können. Schließlich wünscht er sich, mit den in seiner Puppe innewohnenden Wünschen und Kräften seiner Vorfahren, wieder von Anfang an für immer bei ihr sein zu können. Daraufhin löst er sich auf und Misuzu gesundet.

### Summer
Vor 1000 Jahren (994) bekommt der Soldat Ryūya (柳也) den Auftrag die geflügelte Botin der Götter Kanna-bi no Mikoto (神奈備命) zu beschützen. Trotz ihrer Streitereien freundet er sich mit ihr und ihrer Dienerin, der magiebegabten Uraha (裏葉) an. Kanna will unbedingt ihre Mutter sehen ist aber eine Gefangene im Palast. Kurz vor ihrem alljährlichen Palastwechsel fliehen sie und machen sich auf die Suche in Kishū. Als sie einen für Frauen verbotenen heiligen Ort betreten, werden sie von Kriegermönchen angegriffen und finden schließlich in einem Kerker Kannas Mutter: die Yao Bikuni.

Kurz darauf werden sie von Soldaten des Kaisers angegriffen, wobei Kannas Mutter von einem Pfeil getroffen wird und kurz darauf verstirbt. Kanna küsst Ryūya und fliegt in den Himmel. Von Pfeilen der Soldaten getroffen und den Flüchen/Sutrarezitationen der buddhistischen Mönche gebannt löst sie sich auf. Ryūya und Uraha entkommen in einem Tempel, dessen Vorsteher ihnen erzählt, dass die geflügelten Wesen von den Mächtigen wegen ihrer gewaltigen Kräfte als Kriegswerkzeuge benutzt wurden. Der Kaiserhof wollte die geflügelten Wesen auslöschen um das Land vereinen und die alte Religion des Shintō durch den die neue des Buddhismus ablösen zu können. Kanna erlebt im Himmel durch den Fluch der Mönche ständige Alpträume. Der Fluch wird sich im Laufe der Zeit abbauen und Kanna in einem Menschen wiedergeboren werden. Aber durch die Größe ihres Geistes als geflügeltes Wesen wird der Mensch zugrunde gehen. Da beide zu ihren Lebzeiten dieses Problem nicht lösen können werden, und Ryūya durch einen anderen Fluch binnen eines Jahres sterben wird, bittet Uraha ihn ihr ein Kind zu machen, damit es ihren Nachfahren eines Tages möglich sein wird.

### Air
Misuzus Geschichte wird wieder vom Anfang an diesmal aus dem Blickwinkel der Krähe Sora (そら, wörtlich: „Himmel“) erzählt. Haruko distanzierte sich immer von Misuzu, weil sie Angst hatte das Misuzu eines Tages wieder von ihrem Vater zurückgeholt wird. Als Misuzu bettlägerig wird entschließt sie sich ihr eine gute „Mutter“ zu sein. Nach Yukitos Wunsch erinnert sich die Krähe kurzzeitig daran er gewesen zu sein.

Als es Haruko und Misuzu gelingt ein normales „Mutter“-Tochter-Verhältnis führen, verschlimmert sich Misuzus Zustand wieder und sie vergisst Haruko, die ihr nun eine Fremde ist. Misuzus Vater Keisuke Tachibana (橘 敬介, Tachibana Keisuke) kommt, um sie zurückzuholen, aber Haruko bittet ihn um noch drei weitere Tage. Misuzu erinnert sich wieder an Haruko und darf bei ihr bleiben.

Haruko versucht erfolglos Misuzu aus Furcht vor dem letzten Traum nicht schlafen zu lassen. Am Morgen nach ihrem letzten Traum versucht Misuzu wieder zu laufen. Als sie Haruko erreicht, sagt sie, dass sie ihr Ziel erreicht hat, einmal glückliche Sommerferien verbracht zu haben, und stirbt in Harukos Armen. Die Krähe fliegt in den Himmel um das geflügelte Mädchen zu suchen.
Die Serie springt am Ende wieder zum Anfang, diesmal aus dem Blickwinkel eines kleinen Jungen und eines kleinen Mädchens, und schließt mit den Worten des Jungen: „Für sie [Yukito und Misuzu] grausame Tage, für uns der Anfang.“

## Adaptionen

### Anime

#### Fernsehserie
Am 17. November 2004 wurde ein Teaser auf DVD namens Air ~prelude~ produziert. Auf der DVD waren Interviews, Vor- und Abspann ohne Texte und Szenen aus der folgenden Serie. Von der DVD wurden 20.000 Exemplare gepresst.
Die erste Folge des Anime von Kyōto Animation unter der Regie von Tatsuya Ishihara wurde am 7. Januar 2005 auf dem TBS-Satellitensender BS-i ausgestrahlt. Auf dem Sendeplatz löste es Rozen Maiden ab und wurde wiederum selber von Kore ga Watashi no Goshujin-sama abgelöst. Der Anime besteht aus 12 Hauptfolgen und einer abschließenden Zusammenfassungsfolge. Er folgt ebenfalls der Unterteilung des Spiels in drei Abschnitte: Dream (Folgen 1–7), Summer (Folgen 8–9) und Air (Folgen 10–12). Die Folgen 3 und 4 decken dabei Kanos, die Folgen 5 und 6 Minagis und die Folge 7 Misuzus Handlungspfad des Spiels ab. Das Vorspannlied Tori no Uta und das Abspannlied Farewell song, je von Lia gesungen, wurden ebenfalls aus dem Spiel übernommen.
Am Ende 13. Folge wurden zwei Spezialfolgen namens Air in Summer Zenpen: Yamamichi – Mountain Path und Air in Summer Kōhen: Ametsuchi – Universe als Air in Summer beworben, die am 28. August bzw. 4. September 2005 auf BS-i ausgestrahlt wurden. Eine DVD erschien am 5. Oktober 2005.
Am 22. Dezember 2006 wurde Air als eine der ersten Anime-Serien auf Blu-ray Disc veröffentlicht. Diese Veröffentlichung enthielt die 12 Haupt- und 2 Spezialfolgen auf 4 BDs für 29.800 Yen.
Am 14. August 2007 erschien die erste DVD in den USA bei ADV Films. Nachdem diese September 2009 ihre Geschäftstätigkeit beendeten gingen die US-Lizenzen auf Funimation über.

#### Kinofilm
Am 5. Februar 2005 kam der Film Air von Regisseur Osamu Dezaki in die japanischen Kinos. Der Film wurde diesmal von Toei Animation animiert. Er erzählt die Handlung neu und konzentriert sich auf Yukito und Misuzu. Der Film erschien später in drei verschiedenen DVD-Versionen: eine „normale“ Version, eine Collector’s Edition und eine Special Edition. Der Abspann If Dreams Came True wurde von Eri Kawai gesungen.

### Manga
Zwischen dem 10. August 2004 und dem 10. Februar 2006 erschien in dem Computerspielmagazin Comptiq ein Manga zu Air. Die einzelnen Kapitel wurden später als 2 Tankōbon (Sammelbände) durch den Verlag Kadokawa Shoten erneut herausgebracht. Die Handlung folgt dem Computerspiel und die Illustrationen stammen von dem Mangaka Yukimaru Katsura. Der erste Band besteht aus 9 und der zweite Band aus 6 Hauptkapiteln mit zusätzlichen Bonuskapiteln am Ende jedes Bandes.
Der Manga behandelt detailliert die Abschnitte Dream und Air während Summer nur kurz angerissen wird. Der Fokus liegt auf Misuzus Geschichte und Kano und Minagi spielen nur Nebenrollen. Im letzten Bonuskapitel wird jedoch auch Minagis Geschichte erklärt.

### Hörspielserie
Es wurden neun Hörspiel-CDs für Air produziert.
Die ersten sechs Hörspiel-CDs behandeln den Spielabschnitt Dream mit je 2 CDs für jede der drei weiblichen Heldinnen. Die ersten drei CDs (Kamio Misuzu – Dream Zempen (神尾観鈴・DREAM 前編), Kirishima Kano – Dream Zempen (霧島佳乃・DREAM 前編) und Tōno Minagi – Dream Zempen (遠野美凪・DREAM 前編)) wurden gemeinsam am 24. August 2005 und nächsten drei CDs (Kamio Misuzu – Dream Kōhen (神尾観鈴・DREAM 後編), Kirishima Kano – Dream Kōhen (霧島佳乃・DREAM 後編) und Tōno Minagi – Dream Kōhen (遠野美凪・DREAM 後編)) ebenfalls gemeinsam am 21. Oktober 2005 veröffentlicht.
Die am 25. November 2005 erschienene 7. Hörspiel-CD Summer, die am 22. Dezember 2005 erschienene 8. Hörspiel-CD Air Zempen (AIR 前編) und die am 25. Januar 2006 erschienene 9. Hörspiel-CD Air Kōhen (AIR 後編) handeln von den jeweiligen beiden anderen Spielabschnitten.

## Musik
Zwischen 2002 und 2005 wurden 6 Alben zu Air veröffentlicht: 5 zum Computerspiel (Ornithopter, Natsukage / nostalgia, Air Original Soundtrack, Kanon Air Piano Arrange Album „Re-feel“ und Air Analog Collector’s Edition „Tori no Uta / Farewell“ song (Air アナログコレクターズエディション 『鳥の詩/Farewell song』, Air Anarogu Korekutāzu Edishon „Tori no Uta/Farewell song“)) und eines zum Film (Air Movie Soundtrack). Die Alben zum Spiel erschienen bei Keys Hausplattenlabel Key Sounds Label und das zum Kinofilm bei Frontier Works.
2005 wurde bekannt, dass der Sänger Shaun Yu das Titellied Tori no Uta plagiierte. Nachdem auch ein 2. Lied unter Plagiatsverdacht stand, entschuldigte sich seine Plattenfirma Sony BMG Taiwan öffentlich und zog alle Kopien des betroffenen Albums von Yu zurück.

## Synchronsprecher
| Rolle                 | Japanischer Sprecher (Seiyū)                                                         |
| --------------------- | ------------------------------------------------------------------------------------ |
| Yukito Kunisaki, Sora | Hikaru Midorikawa (Computerspiele, Hörspiele & Kinofilm) Daisuke Ono (Fernsehserie)  |
| Misuzu Kamio          | Tomoko Kawakami                                                                      |
| Kano Kirishima        | Asami Okamoto                                                                        |
| Minagi Tōno           | Ryoka Yuzuki                                                                         |
| Haruko Kamio          | Aya Hisakawa                                                                         |
| Hijiri Kirishima      | Yumi Tōma                                                                            |
| Michiru               | Yukari Tamura                                                                        |
| Yukitos Mutter        | Yūko Nagashima                                                                       |
| Kanna-bi no Mikoto    | Chinami Nishimura                                                                    |
| Ryūya                 | Nobutoshi Canna                                                                      |
| Uraha                 | Kikuko Inoue                                                                         |
| Yao Bikuni            | Keiko Han                                                                            |
| Keisuke Tachibana     | Shin’ichirō Miki (Computerspiele, Hörspiele & Kinofilm) Kenjirō Tsuda (Fernsehserie) |

## Rezeption
Bei seiner Veröffentlichung war Air auf Platz 1 der meistverkauften Bishōjo-Spiele. Auch noch 20 Monate später (Mai 2002) belegt es Platz 43. Die 2001 erschienene reguläre Version startete auf Platz 13 und die jugendfreie Version auf Platz 7. Air Standard Edition stieg ebenfalls wie die Originalversion mit dem ersten Platz ein.
Die Dreamcast-Version verkaufte 42.445 Exemplare in der ersten Woche und war in dieser das am viertmeisten verkaufte Dreamcast-Spiel in Japan. Insgesamt wurden von dieser 50.406 Exemplare verkauft.
Charaktere aus Air erschienen in Dōjin Games wie Eternal Fighter Zero – Blue Sky Edition von Twilight Frontier.
Im Oktober 2007 veröffentlichte die Zeitschrift Dengeki G’s Magazine eine Liste der 50 besten Bishōjo-Spiele. Dabei belegte Air von 249 Titeln den 8. Platz.